# Gerrit David Jordens
Gerrit David Jordens, né le 19 février 1734 à Deventer et mort le 6 février 1803 à La Haye, est un homme politique néerlandais.

## Biographie
Jordens est issu d'une famille de régents de Deventer. Diplômé en droit de l'université de Leyde en 1758, il entre au vroedschap de Deventer en 1760 et devient échevin en 1771. La même année, il est désigné représentant de la ville aux États provinciaux d'Overijssel. De 1780 à 1781, il est député d'Overijssel aux États généraux des Provinces-Unies.
Proche de Joan van der Capellen tot den Pol, il est partisan de la Révolution batave et des idées patriotes. Le 1er juillet 1787, il est à nouveau envoyé aux États généraux mais la restauration orangiste de septembre met provisoirement un terme à sa carrière politique.
La Révolution batave de 1795 permet à Jordens de retourner aux États généraux, qu'il préside en novembre 1795, puis maire de Deventer. Il est élu député de Hattem à la première assemblée nationale batave en février 1796. Fédéraliste modéré, il préside l'assemblée du 31 octobre au 15 novembre 1796 et siège à la commission des Relations extérieures. Réélu député en août 1797, il est placé sous résidence surveillée puis emprisonné à Honselersdijk après le coup d'État unitariste du 22 janvier 1798. Libéré en juillet, il entre à la Haute Cour de La Haye le 1er mars 1802.